# Kaci Kullmann Five
Karin Cecilie "Kaci" Kullmann Five (født 13. april 1951 i Oslo, død 19. februar 2017) var en norsk politiker og minister (H). Hun var partileder i perioden 1991–1994, efter at være steget i graderne fra anden viceformand (1982–1984) og første viceformand (1984–1988) samt fungerende formand i 1988 efter Rolf Presthus' dødsfald. Kullmann Five var også handelsminister i regeringen Jan P. Syse i perioden 1989–1990. Titlen "formand" blev ændret til "leder", da hun blev valgt til partileder i 1991.
Kaci Kullmann Five var uddannet i statsvidenskab, offentlig ret og fransk ved Universitetet i Oslo (cand.polit.) og var før hun blev valgt til Stortinget i 1981 konsulent i Norsk Arbeidsgiverforening. I Stortinget sad hun til 1997, og hun var i 11 år medlem af Utenrikskomiteen.
Efter at Kaci Kullmann Five forlod norsk politik, arbejdede hun, foruden fire år som koncerndirektør i Aker RGI, som selvstændig rådgiver inden for samfunds- og myndighedskontakt. Hun var fra 2003 medlem af Den Norske Nobelkomite, siden 1997 næstformand i Rådet for SOS Børnebyer, var fra 2002 til 2007 bestyrelsesmedlem i Statoil ASA og fra 2003 leder af Stiftelsesforeningen. Tidligere var hun blandt andet bestyrelsesformand i Norges Eksportråd og P4.
Før hun kom i det landspolitiske søgelys var hun aktiv i Unge Høyre og som lokalpolitiker for Bærum Høyre. Hun var formand i Unge Høyres Landsforbund i perioden 1977–1979.
Kaci var datter af tandlæge Kjell Kullmann (1925–1996) og tandplejerske Anne-Lise Kullmann (født Heiberg, (1927–).
Hun var gift med redaktør Carsten O. Five og havde to børn med ham.
Kaci Kullmann Five var ridder af den franske Æreslegion.